# Sciades
Sciades — рід риб з родини Арієві ряду сомоподібних. Має 8 видів.

## Опис
Загальна довжина представників цього роду коливається від 35 до 90 см. Голова широка, сплощена зверху. Є 3 пари вусів, з яких 1 пара верхньощелепних вусів, є найдовшою. Особливістю цих сомів є зубна система. Тулуб масивний, кремезний. Спинний плавець піднятий догори, невисокий, основа коротка. Жировий плавець маленький. Грудні плавці широкі. Анальний плавець високий, короткуватий. Хвостовий плавець розрізаний.
Забарвлення темних кольорів: чорних й коричнюватих, грудні, черевні плавці світлі: червонуваті або помаранчеві.

## Спосіб життя
Це морські і солоноводні соми. Чисто прісноводних серед їх немає. Зазвичай зустрічаються в естуарних мангрових зонах з каламутною водою і мулистими ґрунтами. Живляться водними безхребетними і рибою.

## Розповсюдження
Поширені біля берегів Центральної та південної Америки. Один вид живе біля берегів Австралії і Нової Гвінеї.

## Види
- Sciades couma
- Sciades dowii
- Sciades herzbergii
- Sciades parkeri
- Sciades passany
- Sciades paucus
- Sciades proops